# Hamburg Cup 1992
Der Hamburg Cup 1992 im Badminton fand vom 16. bis zum 17. Mai 1992 in Hamburg statt. Das Preisgeld betrug 6.000 D-Mark, was einer Verdopplung des Preisgeldes vom Vorjahr bedeutete. 800 D-Mark erhielten die Einzelsieger, 1000 D-Mark die Siegerpaare in den Doppeln. Die Finalisten erhielten 400 D-Mark, die Drittplatzierten 100 D-Mark.

## Sieger und Finalisten
| Disziplin    | Gold                           | Silber                             |
| ------------ | ------------------------------ | ---------------------------------- |
| Herreneinzel | Bram Fernardin                 | Detlef Poste                       |
| Dameneinzel  | Irina Serova                   | Kerstin Ubben                      |
| Herrendoppel | Peter Lehwald Peter Bush       | Thomas Madsen Christiansen         |
| Damendoppel  | Irina Serova Katja Michalowsky | Heidi Døssing Helle Ankjær-Nielsen |